# 엔드게임 테이블베이스
엔드게임 테이블베이스는 체스의 엔드게임에서 기물의 위치 상황에 대하여 미리 계산해 놓은 데이터베이스이다. 이 데이터베이스는 어떤 수를 둘때 승리, 무승부, 패배중 어느쪽이 되는지와 완벽한 수를 둘때 승리나 패배에 이를 때까지 몇수가 걸리는지를 포함한다.
현재 킹을 포함하여 7개 이하의 기물을 가진 경우에 대해 완성되어 있다. 7개짜리는 무려 100TB에 달하며, 6개짜리는 인터넷에서도 다운받을 수 있다. 엔드게임 테이블베이스는 사람들이 그동안 비긴다고 생각해왔던 상황에서 이길수 있는 것을 보여주는 등 엔드게임 이론을 발전시켜왔다.
체스와 비슷한 다른 보드게임에서도 엔드게임 테이블베이스가 만들어진 경우도 있다.